# مارك فلمنج
مارك فلمنج (بالإنجليزية: Mark Fleming)‏ (1969 في المملكة المتحدة - ) هو لاعب كرة قدم بريطاني في مركز الظهير. لعب مع كوينز بارك رينجرز ونادي برينتفورد ونادي فارنبوروه ونادي وكينغ وStaines Town F.C. ‏ وAylesbury United F.C. ‏.

## وصلات خارجية
- مارك فلمنج على موقع قاعدة بيانات كرة القدم.إي يو (الإنجليزية)